# Tunari
Tunari község és falu Ilfov megyében, Munténiában, Romániában. A hozzá tartozó település: Dimieni.

## Fekvése
A megye középső részén található, a megyeszékhelytől, Bukaresttől, tizenhat kilométerre északra, a Pasărea folyó partján.

## Története
A 19. század végén Tunari-Dimieni néven, a község Ilfov megye Dâmbovița járásához tartozott és Tunari valamint Dimieni falvakból állt, összesen 1638 lakossal. A község tulajdonában volt egy iskola, egy vízimalom és három templom, kettő Tunari és egy Dimieni falvakban.
1925-ös évkönyv szerint a község Ilfov megye Băneasa járásához tartozott és Tunari valamint Dimieni falvakból állt, 2416 lakossal. 
1950-ben közigazgatási átszervezés alapján, a községet az 1 Mai rajonhoz csatolták, a Bukaresti régión belül. 
1968-ban ismét megyerendszert vezettek be az országban, a község az újból létrehozott Ilfov megye része lett. A község ekkor vette fel a Tunari nevet.
1981-ben az Ilfovi Mezőgazdasági Szektor része lett, egészen 1998-ig, amikor ismét létrehozták Ilfov megyét.

## Lakossága
| Nemzetiségek        | 2002 | 2002   |
| ------------------- | ---- | ------ |
| Románok             | 3717 | 97,71% |
| Romák               | 80   | 2,10%  |
| Törökök             | 2    | 0,05%  |
| Magyarok            | 1    | 0,02%  |
| Szerbek             | 1    | 0,02%  |
| Egyéb nemzetiségűek | 3    | 0,07%  |
| Összesen            | 3804 | 100,0% |

## Látnivalók
- Szent Miklós-templom - Constantin Cantacuzino kancellár egykori birtokán, 1742-en épült, majd 1890-ben átépítették.
- Első világháborús katonai emlékmű